# 裁判員制度
裁判员制度（日语：裁判員制度／さいばんいんせいど），是日本的司法审判制度，指在每场特定的刑事审判中，由选民（市民）当中选出的裁判员与法官共同参与审理。
关于本制度的设计，是由设置于内阁中的司法制度改革审议会在1999年7月27日至2001年7月26日之间架设其框架，随后整理出意见书。
以该意见书为基础，小泉纯一郎内阁的 司法制度改革推进总部（页面存档备份，存于） 在国会上提出了法案《关于裁判员参与刑事审判的法律》（通称：裁判员法），于2004年（平成16年）5月21日确立。该法同时对裁判员制度进行了规定，随后取消了一部分规定，于5年后、即2009年（平成21年）5月21日正式施行，并在当年的8月3日于东京地方法院进行了第一次公审。
裁判员制度是日本所独有的法律制度，因而法务省也使用了“saiban-in system”作为其英文名称，但英语文献却都翻译为“citizen judge system”，此外也有部分意译为“lay judge system”（直译为“业余法官制度”）。

## 概要
裁判员制度，是指从日本1亿众议院议员选举的选民（市民）中随机选出的裁判员与法官共同进行审判的制度，借由国民对司法的参与，将市民的日常感觉及常识反映在审判中，并以期同时求得国民对司法的理解及信赖的加深。
适用裁判员制度的案件，是在地方裁判所所审理的刑事诉讼（一审）中的杀人罪、伤害致死罪、抢劫致伤亡罪、非闲置建筑物纵火罪、绑架勒索罪等特定的重大犯罪相关审判。不过，“裁判员及其亲属可能受到威胁、裁判员难以参与的困难案件”属例外情况，此类案件将仅由法官进行审理及判决（法第3条）。被告人对此无权拒绝。
原则上，审判由6名裁判员及3名法官组成合议庭进行。同时根据本制度，若被告人与真实案情的相关性确凿无疑，也可由4名裁判员与1名法官进行审理（法第2条第2款、第3款）。
裁判员参加审理过程，并与法官共同进行调查取证，判断被告的有罪或无罪以及有罪时的具体量刑，但与法律解释及诉讼手续相关的判断等需要专业法律知识的事项由法官负责（法第6条）。裁判员可对证人及被告人进行询问。若要做出下达有罪判决的必要条件已经得到满足的判断，必须获得合议庭半数以上成员的赞成；其中，必须分别有1名裁判员及1名法官表示赞成。若不满足以上条件，则决议不成立。
另外，考虑到连续杀人案等由多宗独立案件组成、审理所需时间较长的长期诉讼，今后还预定引进设立多个合议庭进行审理的方式（部分判决制度）。部分判决制度中的合议庭，分别为审理特定案件中的罪行是否成立的合议庭（有时不止一个），以及整合前述合议庭与自身所负责案件的判决结果做出综合判断、并在认定有罪时决定具体量刑的合议庭。
虽然有关方面希望通过引进裁判员制度达到反映国民量刑感觉等效果，但另一方面也出现了以下争议点：
- 强制国民参与审理（无拒绝权）；
- 并非志愿参与制，无法使所有选民都得到参加的机会；
- 根据国民的感觉进行量刑，则量刑标准将比市场量刑更为模糊；
- 公审前整理手续中的争议点与证据可在审理前预先准备，因此与仅由法官主持的现行审判制度一样难以通过彻底审理还原真相、查明犯罪动机及犯罪过程。

此外还有部分意见指出，应将事实的认定与量刑的判断分离开来，以减轻裁判员的负担。

## 适用案件
1. 罪行足以判处死刑或无期徒刑·终身监禁的案件（法第2条第1款第1项）
2. 属于法定合议案件（必须在法律上通过合议庭进行审判的重大案件），蓄意犯罪导致被害人死亡的案件（同款第2项）

举例而言，外患招致罪、杀人罪、抢劫致伤亡罪、伤害致死罪、非闲置建筑物纵火罪、强奸致死罪、危险驾驶致死罪、监护人遗弃致死等地方裁判所所受理的案件便可适用裁判员制度（请参考内容一览）。另外，裁判员制度所对应的是刑事诉讼一审（地方裁判所管辖），因此一审由高等法院管辖的内乱罪不在适用范围之列。被提起上诉（上诉审）的案件，也不属裁判员的参与范畴。
不过，“裁判员及其亲属可能受到威胁、裁判员难以参与的困难案件”（裁判员法第3条）不在适用案件之列。本制度将预计会使裁判员及其亲属、相关人士遭到报复的暴力团体相关案件等作为不适用案件处理。
所有的适用案件均为必须辩护案件。最高法院的数据显示，2005年日本全国地方裁判所所受理的约111,724件案件中，实施裁判员制度后可适用的案件数为3,629件，比例为3.2%。

### 制度实施前的典型案件
- 广岛一年级女童被杀案
- 新宿·涩谷精英分尸杀人案
- 江东公寓失踪杀人案

### 多年以前發生且存在通缉犯的案件
目前公訴時効暫停的案件若遇上起诉时，歸為适用裁判员审判的案件。如以下案件：
- 1953年1月 白鳥事件的佐藤博、宍戸均、鶴田倫也（殺人罪）
- 1970年 与淀号劫持案相关的淀号团伙，小西隆裕·鱼本公博·若林盛亮·赤木志郎（抢劫致伤罪等）
- 1971年11月 与涩谷暴动事件相关的中核派的大坂正明（杀人罪等）
- 1972年5月 与特拉维夫机场扫射事件相关的日本赤军的冈本公三（杀人罪等）
- 1977年9月 与达卡劫持案相关的日本赤军的坂东国男·佐佐木规夫（劫持防范法等）
- 1995年2月 与目黑公证处公証人役場事务长绑架监禁致死案相关的奥姆真理教的平田信（监禁致死罪等）
- 1995年3月 与东京地铁沙林毒气事件相关的奥姆真理教的高桥克也·菊地直子（杀人罪等）

但是，这些治安案件都作为上述裁判员法第3条中所述的“裁判员及其亲属可能受到威胁”的案件而被排除在适用范围之外。也就是说，即使遭到了起诉，裁判员也可能无法进行审判。

### 临近制度实施时被起诉的案件
在众所瞩目的案件中，有些案件在2009年5月21日裁着员审判实施之前遭到起诉，但其中又有一部分案件被批评为草率起诉。
- 2009年3月26日起诉 - 前厚生事务副官宅阺连续袭击事件
- 2009年4月17日起诉 - 东金市女童被杀案
- 2009年4月29日起诉 - 舞鹤高一女生被杀案
- 2009年5月13日起诉 - 兰越母女杀伤案

## 裁判员选聘程序
首先，地方裁判所会在每年9月1日之前，将下一年所需的候补裁判员人数按其管辖区内的市、镇、村进行分配，并通知该市镇村的选举管理委员会（法第20条）。
收到通知的市镇村的选举管理委员会会从登记在选举人名册上的众议院议员选民中，以“抽签”的方式选出候补裁判员的预定人选，并制成《候补裁判员预定名册》。市镇村的选举管理委员会需要在收到通知当年有10月15日前将制成的《候补裁判员预定名册》寄往地方裁判所（法第21条、第22条）。
每年，地方裁判所会根据候补裁判员预定名册制做出《候补裁判员名册》，并在12月底前将相应结果通知登记在该名册上的候补裁判员（法第23条、第25条）。
接着，地方裁判所会针对每件适用案件，再次通过“抽签”从《候补裁判员名册》中选出应传唤的候补裁判员。在“抽签”过程中，检察官及辩护人可在旁观看（法第26条）。被选为“应传唤的候补裁判员”者将在自家收到《询问状》及《传唤书》（法第27条、第30条）。
候补裁判员需回答《询问状》中的内容，并送交或寄回法院。该询问状将询问候补裁判员是否存在不合格事由（未完成义务教育者、被判处监禁以上的刑罚者等。法第14条）·禁止担任事由（特定的公务员、司法界人士等法律相关人员、警察等。法第15条）·与案件相关的不适任事由（被告人·被害人的关系者、案件相关人员等。法第17条）·辞退事由（70岁以上、学生、有重要工作在身、最近已担任过裁判员等。法第16条）等情况。
根据询问状的回答，有明显不合格事由、禁止担任事由、与案件相关的不适任事由及本人希望推辞且辞退事由得到认可者，可取消传唤。
此外，若在询问状上填写虚假信息，将被处以50万日元以下的罚金或是30万日元以下的过失罚款（法第110条、第111条）。另外，无视被传唤的事实、拒不报到并无正当理由者，将被处以10万日元以下的过失罚款（法第112条）。
裁判员及补充裁判员由受到法院传唤并报到的候补裁判员中以非公开的方式选出（法第33条）。被传唤的候补裁判员人数需多于裁判员·补充裁判员的所需人数（每个案件的所需人数由受理诉讼的法院（负责该案件的法庭·法官）决定。）（法第26条第1款）。
审判长将对候补裁判员进行必要的询问，以判断其是否有不合格事由或辞退理由，以及是否有做出不公正判决的可能。陪同的法官、检察官、被告人或辩护人所认为的做出判断所需的问题，可要求裁判长向候补裁判员进行询问（法第34条）。
法院根据对问题的回答决定不选聘人选（法第34条第4款）。并且，检察官及被告人可分别无理由对至多4名（若设置补充裁判员，则更多）候补裁判员提出不选聘请求（法第36条）。在此一系列手续之后，法院再通过“抽签”等手段从未被认定为不选聘人选的候补裁判员中选出必要数量的裁判员及补充裁判员（法第37条）。
裁判员·补充裁判员的选拔手续结束后，即进入公审准备及公审手续。裁判员与法官共同对证据文件、证物进行检讨，并进行询问证人、验证、询问被告人等调查取证，而后进行评议·决议，参与判决的确定。在公审开始后，若裁判员有做出不公正判决的可能性或不应参与审判的情况，检察官、被告人或辩护人可向法院请求解除该裁判员职务（法第41条）。此外，法律问题应通过仅由法官进行的合议来决定。
此外，《候补裁判员名册》的登记在册者每年约有29.5万人，全国人均概率为1/352。而实际成为裁判员的概率，假设为全国人均1/5000。

## 合议庭的结构
原则上，由3名法官、6名裁判员共计9名人员构成（法第2条第2款）。
不过，公审事实确凿无争议的案件（自白案件），也可由1名法官、4名裁判员共5人组成合议庭进行审判（法第2条第3款）。

## 裁判员的权限
裁判员参与事关有罪判决或无罪判决的下达，以及需要在保护处分得到认可的少年案件中下达将被告人移送家庭法院之判决的审判，并有权与法官共同组成合议庭，就事实的认定、法令的适用、刑期的裁定做出审判（法第6条第1款）。
决议必须获得包括法官及裁判员在内的双方半数以上人员赞成（法第67条第1款）。
另外，当无法获得法官与裁判员双方半数以上的赞成时，应做出对负有举证责任的一方不利的判决。举例而言，假设某个案件中有3名法官与1名裁判员认为被告有罪，而其余5名裁判员认为被告无罪。由于与犯罪的成立与否相关的事实（其中一部分除外）的举证责任乃是由检察官承担，因而在此种情况下，应判断为犯罪事实无法得到证明，被告无罪。这与美英等国将这种情况视为“无法决议（hung jury）”而重新审判的处理方法是完全不同的。
不过，若在刑期的裁定问题上无法取得共识，无法取得包括法官及裁判员在内的双方半数以上的一致意见时，则按照所有意见对被告人的不利程度从重到轻进行叠加，直到其数量达到包括法官及裁判员在内的双方的半数以上为止。此时所得的对被告人最有利的意见即成为该合议庭的判断（法第67条第2款）。
此外，与法律解释、诉讼手续相关的判断（保护处分得到认可、决定将被告人移送家庭法院的场合除外），以及其他裁判员所不能参与的判断仅由法官进行合议（法第6条第2款）。
在法院所进行的其他审理若不是为做出裁判员所参与的判断以外的判断而进行，则裁判员及补充裁判员也有权列席该审理（法第60条），裁判员有权旁听其决议，而该审理中的判断也可咨询裁判员的意见（法第68条）。

## 裁判员应承担的义务
出庭义务
裁判员及补充裁判员必须在公审日及进行证人询问·验证的公审准备庭中出庭。若无正当理由而不出庭，将被处以10万日元以下的过失罚款（法第112条）。此外，裁判员还必须出席决议并陈述意见（决议需要所有参与者的意见。只需在讨论进行的过程中，在自己所关注的范围内自由地表述意见即可）。
保密义务
裁判员不得泄漏决议的经过，各位法官·裁判员的意见及其人数（此称为“决议的秘密”。），以及其他“因职务之故而知晓的秘密”。该义务在审判结束后也必须终生承担。若裁判员泄漏了决议的秘密或因职务之故而知晓的秘密，将被处以6个月以下的徒刑或50万日元以下的罚金（法第108条）。
不过，在公审中得到讲述的旁听者也能得知的事实则不在保密之列。
此外，裁判员没有向职场的上司等亲友隐瞒自己被选为裁判人这一事实的义务。有些公司职员必须进行报告才能获得告假许可，另有部分个体经营业者由于与交易对手上的业务原因而必须进行告知，这一规定便是基于此种考量。不过，将事实在网络等众多不确定人群均可接触到的媒体上进行公开则是违反保密义务的行为。

## 裁判员的日津贴
对于裁判员、补充裁判员及在裁判员选聘手续实行日报到的候补裁判员，国家将支付旅费、日津贴及住宿费（法第11条、第29条第2款）。
旅费分为列车费、船费、汽车费及飞机费，分别按照裁判员所参与的刑事审判的规则中所规定的计算方法进行计算。
日津贴按照报到或覆行职务以及为此所进行出差的天数进行支付，裁判员及补充裁判员的支付标准为每日1万日元以内，在裁判员选聘手续实行日报到的候补裁判员的支付标准为每日8,000日元以内，具体金额由法院规定（关于裁判员参与刑事审判的规则第7条）。
住宿费按报到等必要的夜数进行支付，支付标准为每夜7,800日元到8,700日元不等（同规则第8条）。
另外，考虑到裁判员的精神压力及经济损失，日津贴过少这一点也常常遭人诟病。

## 区分审理
连续杀人案及无差别大量杀人案等由1名被告人犯下多起案件的场合，审理通常可能需要较长的时间，而让裁判员参与长期审理又较为困难。因此，对于合并案件（多起案件合并审理的案件），法院可将其加以区分，在每个区分案件中设立合议庭，按顺序进行审理。但是，若犯罪的证明有可能面临障碍，或是不利于被告人申辩等情况时，不得决定进行区分审理（法第71条）。
此情形下，可预先为二审之后进行的区分审理审判或是合并案件审判选聘预定裁判员或预选补充裁判员。
决定进行区分审理之后，每个被区分案件中犯罪的成立与否将得到判断，并形成部分判决。部分判决仅判断犯罪的成立与否，并不触及量刑部分。但是，在判决有罪的场合，可在部分判决中昭示情况事实。这一手续称为区分审理审判。
接着，在所有的区分审理审判结束后，再对未进行区分审理的案件中犯罪的成立与否以及合并案件整体加以审判。即是在这个合议庭中，以残余案件中犯罪是否成立及已经成立的部分判决为依据，决定具体量刑。这一审判称为合并案件审判。
如此一来，裁判员便只须参加各自所负责的1场区分审理审判或是合并案件审判，因而无需受到长时间的约束，负担也就得以减轻。不过也有质疑之声认为，法官在原则上会参与所有案件的审判，因此法官与裁判员之间的信息不对称可能会对审理造成影响。

## 实行裁判员审判的法院
实行裁判员审判的法院是地方裁判所。原则上，裁判员审判在47个都道府县政府所在地的各地方裁判所与函馆裁判所、旭川裁判所、钏路裁判所共计50个地方裁判所的总院进行。但是，在这50个地方裁判所总院以外，下列的10个地方裁判所分院也可进行裁判员审判（关于裁判员参与刑事审判的规则第2条等）。
- 福岛裁判所郡山分院
- 东京裁判所立川分院（转移到八王子分院　2009年4月20日设置）
- 横浜裁判所小田原分院
- 静冈裁判所沼津分院
- 静冈地方裁判所浜松分院
- 长野裁判所松本分院
- 名古屋裁判所冈崎分院
- 大阪裁判所堺分院
- 神户裁判所姫路分院
- 福冈裁判所小仓分院

## 制度被指出的争议点

### 制度的争议点并未表面化
“虽然出现了许多问题，但制度的设计却使得它们无法得到解决。”
- 法律上虽然预定在3年之后进行检讨，但若在实际运用中出现问题，也无法表明并加以讨论。
- 原先的意见曾认为，在探讨实际判决及量刑的决议过程中，通过法官对裁判员的细致说明，有利于说服法律知识有限的市民并执行判决，但这些效果至今未曾得到体现。
- 制度虽然规定，无法在决议中取得共识时通过少数服从多数的原则来决定量刑，但各种意见的比例大小也无法公之于众。
- 制度规定成为裁判员的市民不得透露当天的任何经验，因此实际参与审判的裁判员的经验及参与意识首先便难以与全体市民共享。

### 法律稳定性受损
过去的审判中，同种类型的犯罪几乎都会被判以同等刑罚的市场量刑普遍存在。出于裁判员制度将会打破这种旧习的预期，最高法院将量刑数据库向裁判员开放，以便于裁判员参考过去的同类案件。但律师五十岚二叶却指出，青森县的裁判员第3号案件（十和田市2女抢劫强奸案）给出了市场量刑两倍以上的重判，暗示刑期的裁定可能会受到被害者的心情或是裁判员个人感情的左右。

### 公审前整理手续
公审前整理手续并不公开，因此裁判员会在不知道哪个论点已经遭到排除的情况下判断有罪无罪及刑期的多少。

### 引进制度的手段目的化
前检察官乡原信郎（现为桐阴横浜大学 法学研究生院 教授）指出，“让国民参与司法，终究只是使社会更加完善的手段。然而，裁判员制度却使得引进制度这一手段自身成为了目的。应暂时停止实施，由全体国民共同讨论司法所应有的姿态。”他还指出了以下问题，对本制度提出质疑。
- 制度目的达成的不确定性
  - “打造亲近国民的司法”这一目的的前提，乃是“与其他发达国家相比，日本的司法并不亲民”。然而，司法制度本身就是作为一个国家的历史、社会状况的反映结果而被制定出来的，如果因重视“司法不亲民”这种形式上的理由而决定引进裁判员制度，可能反而会造成“任何人都并不想要的制度”的结果[14]。
  - 司法亲近国民之后，诸如色狼冤罪此类容易引起国民关注、贴近民生的案件或许会更容易得到处理，但如果审理的是涉及下达死刑判决等连职业法官都难以轻易决断的刑事案件时，被选为裁判员的国民就会负担相当大的精神压力[14]。
- 对刑事案件的影响
  - 本制度规定将预先选定的争论点（公审前整理手续）在限定的天数内加以审议。为此，一旦在公审中出现新的争论点，往往可能演变为勉强在限定的天数内做出判决而导致轻率的审判，或是更换裁判员再次进行审议。从结果上来说，反而可能造成刑事案件处理效率的低下[14]。

### 裁判员的报到义务
- 根据裁判员法第52条，裁判员有报到义务；但关于是否要成为裁判员一事，若无特别理由则不能拒绝。
  - 根据裁判员法第15条，从事国会议员、国务大臣、法官、律师、检察官、警察、自卫队队员等职业的人士，不能成为裁判员（即使是志愿参加也不行）。
  - 根据裁判员法第16条（及接受该条的委任的政令），若有70岁以上，需要亲属抚养照顾，事业、社会生活上有重要工作，精神、经济上有重大不利性等一定的理由，国民可辞去裁判员的职务（高龄者若志愿成为裁判员，则也可以参加）。
  - 另外，若已搬家到管辖原住地的法院的管辖区域外，不便前往法院时，国民也可提出辞退申请（前述政令第5号）。
  - 值得一提的是，在平成21年（2009年）的适用案件里，被选为裁判员候选人的国民中，约有48.8%在选聘手续实行日前即得到辞退批准；而在选聘手续实行日当天提出辞退申请的国民中，有82.2%得到批准[15]。
- 丰田汽车、东京电力等部分大型企业为应对员工被选为裁判员的情况而新设置了专用的带薪休假制度，但这一制度却并非所有的企业都能做到，因此有些员工不得不旷工[16][17]。此外，若个体经营业者被选为裁判员，则在审理结束之前都完全无法营业。而在企业经营者被选为裁判员的场合，还有可能对企业的运营造成影响[18]。
- 未上学而继续学习的自学生或是20岁以上的大学函授教育、函授大学·研究生院的学生·院生被选为裁判员时，会对考试备习及相应学历、学位的取得造成影响[19]。自学生、函授学校的学生不受裁判员法第16条第3款的保护。
- 由于裁判员乃是从有选举权者中选聘，几乎不存在例外，因此需要到各地及海外进行活动的艺人或是职业体育运动员等著名人士也可能被选中[20]。若一旦被选上，从审理开始的数日直至结束为止都无法参与文娱活动或是比赛，可能对本职工作的日程（节目的录制等）造成影响（以本职工作为理由请辞也可能不被批准）。
- 地方裁判所在制做该年的裁判员候选人名册后寄出的《调查问卷》（规则第15条第1款）里，规定可申报的护理及育儿、工作等不便报到时期最长仅有2个月，但这一限制并无法律依据，若是与幼儿、儿童、老人同居的主妇在申报时期外被选为裁判员，则将对护理或育儿造成障碍[21]。况且，在各个案件中被实际传唤的裁判员候选人都会再次收到《询问状》（法第30条第1款），若确有上述事由，则可无视上述《调查问卷》所规定的申报期，直接提出辞退申请[22][23]。
- 强制国民担任裁判员一职，可能涉及违反日本国宪法第18条——禁止强迫国民从事违背意愿的苦役。此外，参与裁判员制度的义务并不属于教育义务、纳税义务及劳动义务，因此也有意见指出，强制国民承担宪法中所不存在的义务的法律乃是违宪的法律[24]。对此，法务省的解释是裁判员制度不属于违背意愿的苦役[25]。

### 裁判员的不利之处
- 候补裁判员在正式裁判员的选聘手续中，会被问及宗教、前科等私人问题。即使是对本人不利的问题，候补裁判员也不享有被告人所享有的缄默权；若执意拒绝回答，还会被处以罚款[26]。
- 选聘手续是在密室内，采取数人对一人面试形式进行。除非法院认定有特别理由，否则裁判员不可有律师或任何见证人陪同。
- 选聘手续中与候补裁判员的交谈记录采用选聘笔录的形式，但被告人在刑事诉讼法的保护下拥有修改供述笔录的权利，而与此相对，候补裁判员却不在该法的保护之下，无权要求修改选聘笔录。
- 裁判员可能因姓名被被告或其他裁判员所知而受到加害[27]。裁判员法第101条规定，禁止泄露裁判员的姓名。但是，即使不知道姓名，也可能依靠相貌及视觉辨认出裁判员。
- 裁判员必须对提交到法庭上的所有证据加以确认。其中，若出现尸体照片或是杀人凶器等非常资料，可能导致裁判员心理上的严重不适，或留下精神上的后遗症[28]。
- 若在判决下达后得到翻案，裁判员会受到罪恶感的谴责[29]。
- 即使在合理的理由下赞成了死判判决，将来也可能被过度的罪恶感所压迫，对正常生活造成障碍。
- 法律规定候补裁判员姓名必须通知被告方律师（裁判员法第31条）。而被告律师将候被裁判员名单给予被告本人阅览的行为并未受到禁止，有时反而因判决的需要而必须让被告阅览。因此，成为候补裁判员的瞬间就意味着姓名已被被告方所知（若得知了姓名，则有可能从法院的管辖区域内推测出住址）。
- 若但任裁判员必须请假，则必须通知上司等相关人员自己被作为裁判员传唤的事实，并出示证据（传唤令）。但针对上司及同事在知情的情况下将成为裁判员者的姓名告知他人的行为，并无相关的限制与惩罚措施。
- 为防止“顶包”，候补裁判员报到时必须提交身份确认用文件，若不提交则作未报到处理，并被处以罚款[30]。但是，拥有日本国籍的普通市民除去在开车时必须携带的驾驶执照[31] 之外，并无义务在外出时携带并出示身份证明文件；另外，以本人确认上的疏忽而否认其报到的事实，可能导致在误认事实的基础上施加制裁的危险。

### 裁判员的保密义务
- 裁判员对审理负有终身保密义务。一旦违反，将被处以6个月以下的拘役或是50万日元以下的罚金。
- 裁判员的保密义务比法官更重。法官的保密义务，其范围较裁判员更小，并且并非终身义务，因此对裁判员并不公平[32]。

与裁判员共同组成审判团队的法官虽然会有因弹劾审判、资格审判而免职的情况，但没有刑事处罚的规定。而且，也无规定法官在退休后仍然要继续承担保密义务（参考：宪法第14条·法律面前的平等）。
- 裁判员法第9条第2款中，禁止裁判员泄露“因职务之故而知晓的秘密”，但这一语句所指的范围并不明确[34]。刑法中不明确的规定违反了罪刑法定主义。
  - 法务省关于“因职务之故而知晓的秘密”的说明中，包括了有关相关人员隐私、评议的推移及其内容的情报，却不包括公审中出示的证据，以及裁判员制度本身的相关情报。
  - 对裁判员公布自己基于评议内容的判断思路一事进行处罚，事实上侵害了日本国宪法第19条中所规定的「思想及良心的自由」，以及日本国宪法第21条中所规定的「表现自由」。
- 担任裁判员者若放弃日本国籍，则脱离了包括裁判员法在内的日本法律的管理，其在评议中所得知的事实就可能被完全泄漏。
- 关于保密义务与参与义务，检察审查会也同样存在同样的问题。

### 审判的资质
- 有些以获得日津贴为目的的无业人员及以满足自身好奇心的人士会率先志愿担任裁判员，且规定中又不存在批准普通公司职员免于参加或是排除黑帮等反社会团体成员担任裁判员的条款，因此裁判员可能鱼龙混杂[35][36]。此外，欧洲还有许多陪审员宁愿受到处罚也不愿出庭。
- 国家公务员法及地方公务员法中规定，“组建、参加宣扬暴力破坏政府之团体的人士”不得担任公务员之职（不合格）。裁判员既然属于临时性公务员，其选聘就必须遵循公务员法的规定。如果法院选聘黑帮成员为裁判员，相当于认可加入“宣扬暴力破坏政府”之团体的人士担任公务员，审判体制的违法性和伦理性将遭到拷问。
- 审理大众传媒大肆报道的案件时，裁判员在审理中可能难以决断[37][38]。
  - 部分国家规定，陪审员在审理中应留宿在指定的地点，禁止接触一切消息[39]。英国规定，可能造成陪审员犹豫的报道可适用侮辱法庭罪，但日本并不认可这一措施。
- 刑事诉讼可能变成作秀[40]。2009年8月，播放伦理·节目提升机构(BPO)共收到“应谨慎刊登会对裁判员造成压力的报道”、“裁判员不需要无谓的记者招待会”等意见、批评共39条[41][42]。
- 对法律不甚了解的裁判员常常无法对专业性强的案件做出正确的判断。虽然法令的解释仅由法官进行，但裁判员却可参与刑期的裁定。这些裁判员缺乏普遍刑期等相关知识[43]。
  - 实行裁判员制度的目的之一——“市民感”未必是应当凌驾于法律界感受之上的[44]。
  - 在事实的认定上，裁判员无法正确地记住公审时的内容并形成心证[45]。
- 引进调查时的部分录像后，可只在审判中播放调查过程中对调查方有利的部分，因而警察基检察官容易做出虚假自白。
- 美国所采取的陪审员制度相当于裁判员制度，但该国曾发生陪审员参照网络进行审理的案例，并造成争议[46]。
- 有学者指出裁判员的个人感情被带入法廷的危险性。目前，在审理被控强奸致伤罪的被告的裁判员审判中，裁判员之一对被告人表示“太火大了”的案例已经出现。[47]

### 被告人权利的侵害
- 引进调查取证过程中的一部分录像，则可能通过仅在审判中公开调查机关用伪证或引诱而诱导出的虚伪的自白，或是仅在审判中重放调查过程中对检方及警方有利的部分，对虚伪自白的看穿造成阻碍。
- 被告人无法拒绝裁判员及要求重判的被害者参与审判。这一点有违反日本国宪法第32条之嫌[48]。
- 顾虑裁判员的而缩短法廷审理时间，可能造成武断的审理，并有造成误判的危险[49]。
- 由于有公审前整理手续制度的存在，证据会因法官的判断而受到限制。
- 为了选聘裁判员及其他各项准备，起诉到第一次公审间会产生大段的空白时间く[50]。
- 虽然有见解认为裁判员制度有利于防止冤假错案的出现，但如果对被告人有利的判决被检方提起上诉，则二审将由职业法官进行审理，结果只是拖长了审理时间[51]。

### 被害人·证人的不利性
- 与被告人相同，被害者、证人也无法拒绝裁判员参与审判。不仅如此，还出现了由于害怕遭到二次强奸的性犯罪受害者拒绝在裁判员面前露面而导致检方放弃以适当的嫌疑起诉被告人的案例。2010年4月，由于受到连续强奸犯性侵害的女性拒绝裁判员参与审理，导致检方放弃以适用裁判员制度的强奸致伤嫌疑加以起诉，转而以非适用的强奸嫌疑进行起诉。[52]。另外，检方也可以对很可能是冤罪的案件如法炮制，通过回避裁判员的介入而隐瞒冤罪的事实。如果这种模糊起诉事由的“裁判员回避”泛滥开来，那么犯罪的事实就可能被草率处之，从而导致侵犯被告公平受审权的可能性。
- 被害人和证人可能遭到不分轻重的裁判员随兴所至的询问[53]。
- 由于在裁判员的选聘手续中会对其与被害者间的关联性加以确认，因此被害人姓名等个人信息会为候补裁判员所知。未被选为裁判员的候补人员不在负有保密义务的对象之内，因此被害者的隐私可能外泄，甚至可能造成住址的暴露。尤其是不愿被他人知道被害事实的性犯罪被害者，有可能面临诽谤中伤等二次伤害的危险[54]。
- 在性犯罪的裁判员审判中，曾发生过检方试图以某些人“与（该性犯罪的）被害者居住于同一区域，可能认识被害者”为由将其排除在候补裁判员（包括补充裁判员）之外，但却由于排除人数超过了裁判员法所规定的最大人数，而导致他们照旧被选聘为候补裁判员的案例[55]。在引用的案例中，虽然没有与被害者相识的人，但有人已经指出被害者的相识（特别是怀有恶意的相识）无法被排除在裁判员之外的可能性，从而造成二次强奸等性犯罪的“二次伤害”的危险。

### 公共影响
- 裁判员的日津贴需要消耗大额的财政收入，是对税收的浪费[56]。
- 禁止与身为裁判员者接触侵害了媒体的采访自由[57]。
- 即使出现误判，责任也可转嫁给裁判员，将造成法官反省心及责任心的沦丧[58]。
- 顾虑裁判员而缩短法廷审判时间，将无法仔细查明案件的真相[59]。

## 背景事件
裁判员是由众议院议员的公职选举人名册中通过抽选选出，选聘不受思想·信仰·能力的限制。如果在选聘时进行虚假申告，将被处以罚金的刑事处罚；被选聘为裁判员后无正当理由而不前往报到的，将被处以过失罚款的行政处罚。检察审査会是它的类似制度。

### 民意调查
关于裁判员制度的国民认识，从2019年2月 裁判员制度下的刑事审判的参与意识（内阁府） 来看，关于制度引进后的审判，有以下：
- 非专家的裁判员会给出不恰当的判决（39.3％）
- 针对犯罪和治安问题的自我思考的意识将提高（31.2％）
- 国民感觉可反映在审判当中，国民对司法的理解和信赖将得到加深（27.6％）
- 刑事审判的手续、判决将变得容易理解（27.0％）

等几种回答。
此外，根据2020年12月实施的裁判员制度相关特别民意调查，有以下：
- 关于是否愿意作为裁判员参与审判
  - 愿意参与（5.6%、上回[61] 4.4%）
  - 可以参与（15.2%、上回21.2%）
  - 不太愿意参加，但如果是义务也只好参加（44.5%、上回34.9%）
  - 即使是义务也不愿意参加（73.4%、上回65.1%）
- 关于参与刑事审判时感到不安之处
  - 因为自己的判决将左右被告人的命运而感到责任重大（87.5%）
  - 没有自信是否能做出冷静的判断（44.5%）
  - 不了解审判的程序（42.0%）
  - 没有自信是否能在法律专家——法官的面前发表自己的意见（40.5%）
  - 被告人及其相关者的怨恨而带来的人身安全危险（39.1%）

等结果。
不仅如此，虽然政府对引进裁判员审判一事一直抱持着乐观的态度，但法律界的两极分化却极为明显，否定的见解中，也出现了“国民（对裁判员制度的引进及其详细内容）的理解还十分不足，现在引进是否操之过急”及“引进裁判员制度只会增加国民的负担，并不能达到政府所预想的效果。应该加以废除或暂停”等代表性的反对意见。
此外，在反对裁判员制度的集会上，也提出过“从前，（一部分评论员）就曾发表过‘（审判）有时会给出与市民所拥有的日常感觉及社会常识相去甚远的判决’的意见，但这并不意味着‘国民希望（通过裁判员制度）参与审判’，而是意味着‘希望（以进行过社会实践的）法官（为首的）法律界人士能更加理解市民所拥有的日常感觉及社会常识’的诉求，其实（通过引进裁判员制度）来进行司法改革的做法，从一开始在方向上就是错误的”的意见。

### 制度比较论
虽然裁判员制度可说是通过职业法官与普通人的合作而成的制度，但日本向来都是只由职业法官参与审判，因此问题便主要在于两种制度间的比较。此外，美国虽然实行事实认定不由职业法官参与的陪审制，但作为一种其他的法律制度，并没有太多意见认为应当在与陪审制进行比较的基础上对裁判员制度进行评价。
赞成及反对意见的比较
赞成引进裁判员制度的论据多是建立在“通过国民对司法的参与，可将市民所拥有的日常感觉与常识体现在审判中”，并且大多数意见认为制度的引进并不会对市民造成太大的负担。
与此相反，反对引进制度者指责裁判员制度的理由多为“即使是乍看之下不合常识的判决，在看到审判中所提出的证物及审判记录之后也能获得多数的认同，现行的审判中不存在日常感觉及常识的说法无从说起”，大多数的观点是基于变更现行制度的必要性上而提出，可以说持有这一观点的人认为现行的法官制度运行良好。并且，多数意见认为制度的引进会对市民造成较大的负担。
司法制度争议点的比较
裁判员制度引进前，日本司法制度的问题主要在于花费的时间过长，以及审判制度过于专业而导致一般人难以理解，并不能说是国民无法参与判决的形成过程这一点遭到了批判。裁判员制度的优点之一——缩短审理时间也正是上述观点的佐证。而且，耗时的审判仅仅是审判中的一部分，一般来说，日本的审判并不比其他国家的审判更长。
与参加者的精神压力相关的争议点的比较
关于裁判员制度（对裁判员）的心理负担，原本是职业法官也会面临的问题。在此之前，法官作为独立于社会之外的存在，除去那些心证形成相关的人类极限的拥有与否将产生强烈政治影响的案件等特例之外，并不常处于容易遭到评论的位置上，但（在引进裁判员制度后似乎成为了问题的）心理负担问题，也并不能说由职业法官进行审判就能解决。

### 适用范围
裁判员的适用范围限制在重大刑事案件中。
裁判员制度之所以与美国的陪审员制度有“不适用于民事案件”的不同点，有意见指出是为了处理为在美国资本进出日本时保护美国的利益而针对美国企业所展开的偶发性的杀人等刑事案件。在美国企业与外国企业对簿公堂的审判中，美国的陪审員常常做出对美国企业有利的判决，而许多日本企业则在特殊审判等美国的审判中被美国人民陪审员下达不利判决，从而被索以巨额赔偿金，政府担心在裁判员制度下，美国企业在日本有可能遭到相同的待遇，因而限制了裁判员制度的适用范围。
在民意调查中，国民最为抵触的事之一，是“由自己的判断对被告人进行裁决”。从这个观点来推测，比起参加刑事审判，民事审判更能减少国民的抵触情绪，因此也可以说，将范围限制在心理负担最重的重大刑事案件中，将增加制度引进和运用的难度。而关于裁判员制度的适用范围，法律本身也将其限定在“重大刑事案件”中，至于国民对于哪些种类的案件抵触情绪较小则几乎未进行过讨论。起诉国家的审判也不适用裁判员制度。
尤其是在劳动审判中，职业法官常常倾向于下达对雇主有利的判决，而美国等国家的劳动审判也采用陪审制。在日本，从前就有专攻该方面的律师提出应将选择陪审制引进劳动审判，但却由于经济界（雇主方）的强烈反对而未能实现。劳动审判是最为关乎民间感觉的，而在本次裁判员制度引进时，劳动审判依然未能获得垂青。

## 裁判员制度对国民的普及·宣传
裁判员制度引进时，在国民中进行了众多宣传活动。
- WEB（官方主页）上的介绍、解说。
- 宣传册的撰写及分发。
- 电视作品的制做、公开。
- 吉祥物的引进。
- 电视CM（风间杜夫、古手川祐子出演）。

### 关于引进吉祥物的争议点
作为裁判员制度对国民的宣传活动的一环，引进吉祥物进行宣传的行为导致了以下问题。
裁判员制度并不存在官方吉祥物，而是鼓励地方举行有物色的宣传活动，因此各法院都为宣传裁判员制度而自行设计吉祥物，反而造成了混乱。不仅如此，之后日本律师连合会也引进了独有的吉祥物“SAISAI”，而连连遭到“宣传方没有统一的步调”的批判。
此外，还有批评认为不应将预算花费在吉祥物上，而应该运用于裁判员制度的具体内容的普及。

### 制度引进过程中的不正当行为
裁判员制度宣传活动中的不正当行为
围绕裁判员制度的宣传业务，2005-2006年两年间，以策划竞争的形式随意签约的14件（合同金额总计约21亿5900万日元），最高法院进行了在策划开始进行之后才制作合同的违规会计处理。
尤其是委托电通宣传2005年度《裁判员制度全国研讨会》（约3亿4100万日元）一件，实际预约时间为2005年末到2006年初，而合同上所记载的却是2005年9月30日等虚假日期；委托印刷企业印制宣传册（约174万日元）一件中，也伪造合同日期为4个月前，凡此种种，共计16件（共计约21亿6500万日元）合约被进行了违规操作而引发质疑。
市民会议上的“凑人头”行为
在市民会议 小泉内阁的国民对话中，后来被发现有许多所谓的“凑人头”（使参与者看上去为数不少的伪装行为）行为。最高法院向广告代理店电通委托实施的市民会议之一——“司法制度改革市民会议”中，后来也发现电通通过人材外派公司雇佣了一日兼职的市民会议参加者（人头），实施了共计6次的“凑人头」”行为（详情参考市民会议 小泉内阁的国民对话）。

### 公共活动中出席法官的变更
神户地方法院在2009年10月31日举办了裁判员制度的宣传活动。在该活动中，原本预定有两位负责裁判员审判的法官出席，但就在活动即将举办的该月30日，神户地方法院以“法官就判决之外的其他个别事件进行说明是不恰当行为”而以其他法官进行了替换。而该地方裁判所也因为采取了无视裁判员制度的目的——“审判的民意”的行动而招致了非议。

## 以裁判员制度为题材的作品

### 报道·记录片
- 《裁判员制度开始了 今晚的最后考虑 你会宣布死刑判决吗》-NHK综合2008年12月6日 《NHK特别节目 你会宣布死刑判决吗·裁判员法廷记录》与《（讨论）日本的未来 裁判员制度 你能制裁他人吗》两部构成
- 《激辩！将会如何？！裁判员制度〜你能制裁他人吗〜》（页面存档备份，存于）通宵直播节目 - 朝日电视台2008年6月28日深夜
- 《NHK特别节目 21世纪日本的课题·司法大改革 你能制裁他人吗》 NHK在2005年以裁判员制度为题材于播放的电视剧及记录性作品。

### 虚构作品

#### 广告
- 《裁判员〜决定权在你手中》 日本律师联合会制作的质问裁判员的作品。石桥冠导演，石坂浩二主演。
- 《总务部总务科 山口六平太 裁判员计划开始了！》 作·林律雄，画·高井研一郎 制作政府广告的动画工作室
- 《审理》 最高法院策划并制作的作品。由于发生了主演女演员被逮捕的不祥事件，因此最高法院停止了公映。原田昌树导演。

#### 电视连续剧
- 《大排长龙的法律咨询所》 日本电视台所播放的以法律为题材的综合节目（电视节目）。在2007年10月7日播送的一期中，制作并播送了关于裁判员制度的小短片。出演者为现役检察官，节目中还开设了关于裁判员制度的问答环节。
- 《相棒》 朝日电视台所播送的社会派刑警电视剧。第六季第一集《复眼的法廷》就是取材于裁判员制度。需要留意的是本片毕竟是电视剧，但也可作为反思裁判员制度时的参考。该集的主要内容是，裁判员制度被实验性引进，但正是因此导致了案件的发生，法务省所没有想到的足以对制度的施行造成威胁的意外事态接连发生。
- 《魔女审判》-富士电视台 描写了自称“裁判员顾问”的人物向裁判员们发出威胁，操纵评议结果的案件的悬疑电视剧。
- 《裁判员制度特别电视剧 彷徨之樱》-富士电视台 乡田守的漫画改编而成。故事内容是以被选为裁判员的主角相羽圭一为中心，执行杀人案件的判决。

#### 漫画
- 《审判吧。》 吉良、酒井直行所创作的漫画。2003年于集英社《YOU》上连载。
- 《极端双重人格者与裁判员》 - 作画：森田崇，原作：北原雅纪，法律监修：今井秀智所创作的漫画。连载于BigComicSuperior。
- 《裁判员的女神》 - 作画：川澄广志，原作：毛利甚八所创作的漫画。连载于漫画Sunday。
- 《Q.E.D. 证明终了》加藤元浩所创作的推理漫画。单行本27卷中所收录的《举证责任》中，便通过高中生主角组合在高中所举办的裁判员制度的模拟审判中被选为裁判员，体验基于实际案件的模拟审判的情节，对审判的方法进行了描写。

#### 游戏
- 《逆转裁判4》 任天堂DS用（2007年4月发售，卡普空）。第4话借鉴了裁判员制度，但与实际制度有相当的不同。2005年5月25日所举行的第一次法律教育促进协议会的发言中也曾提及本系列游戏。
- 《如果被选为裁判员…》 任天堂DS用（2008年11月27日发售，TAKARATOMY）体验裁判员制度的模拟游戏。早稻田大学法律研究院教授、律师四宫启监修。
- 《SIMPLE DS系列 THE 裁判员 〜1个真相，6个答案〜》 任天堂DS用（2009年5月21日发售，D3 Publisher）。对因不公正的审判使得杀死自己的犯人无罪而耿耿于怀、化为幽灵的主角附身于一位裁判员参加审判。
- 《裁判员推理游戏 有罪×无罪》 任天堂DS用（2009年5月21日发售，NAMCO BANDAI Games）。作为裁判员参加审判，推理案件的真相。

## 向候选人发送通知
2008年11月28日起开始向候选人发送通知。
但是，候选人将装有通知书的邮品公开在网络的SNS及博客上的事屡见不鲜，其中也有些案例可以锁定候选人的姓名及头像，这为裁判员制度未来的发展埋下了隐患。
11月29日播送的日本电视台的新闻节目《Raltime》曾对某位女性候选人进行过不公开容貌的采访。
12月17日，和歌山地方法院发布声明，宣称和歌山县高野镇有2位居民收到了将当事人“被特别指名为”裁判员制度的“有识之士”等内容的伪造文书。
2010年裁判员候选人的抽选中，一部分县的10个市镇村的选举管理委员会将本应从2009年9月和6月更新完毕的选举人名册中抽选的候选人，误从2008年9月～2009年3月的旧选举人名册中进行抽选的错误浮出水面。

## 关连项目
- 司法制度改革审议会
- 陪审制 - 美国及英国等国实行该制度。日本也曾在1928年（昭和3年）至1943年（昭和18年）间实行过该制度。
- 关于裁判员参与刑事审判的法律（通称：裁判员法）
- 被害者参与制度
- 人民审判
- 參審制（英语：lay judge）